# Reid Travis
Reid Alfred Travis (Minneapolis, 25 novembre 1995) è un cestista statunitense.

## Palmarès
- McDonald's All-American Game (2014)
- Campione NIT (2015)